# Gérard Gaud
Gérard Gaud, né le 2 juin 1925 à Juliénas (Rhône) et mort le 3 septembre 1996 dans le 3e arrondissement de Lyon (Rhône), est un homme politique français.

## Biographie
Pupille de la Nation, Gérard Gaud travaille dès l'âge de 16 ans; résistant puis militant syndicaliste Force ouvrière, il gravit tous les échelons dans la Compagnie nationale du Rhône pour terminer ingénieur. Membre du Parti socialiste SFIO, il est maire de Bourg-les-Valence de 1965 à 1981. Il est élu sénateur de la Drôme le 28 septembre 1980 avec Maurice Pic et réélu en 1989 avec Jean Besson. Il meurt le 3 septembre 1996 à l'âge de 71 ans et remplacé par son suppléant Bernard Piras.

## Décoration
- Chevalier de l'ordre national du Mérite.

## Détail des fonctions et des mandats
Mandats locaux
- 1959 - 1965 : Conseiller municipal de Montélimar
- 1965 - 1971 : Conseiller municipal de Bourg-lès-Valence
- 1971 - 1977 : Conseiller municipal de Bourg-lès-Valence
- 1977 - 1983 : Conseiller municipal de Bourg-lès-Valence
- 1983 - 1989 : Conseiller municipal de Bourg-lès-Valence
- 1965 - 1971 : Maire de Bourg-lès-Valence
- 1971 - 1977 : Maire de Bourg-lès-Valence
- 1977 - 1981 : Maire de Bourg-lès-Valence
- 1985 - 1989 : 1er adjoint au maire de Bourg-lès-Valence
- 1973 - 1979 : Conseiller général du canton de Bourg-lès-Valence
- 1979 - 1985 : Conseiller général du canton de Bourg-lès-Valence
- 1985 - 1992 : Conseiller général du canton de Bourg-lès-Valence
- 1992 - 3 septembre 1996 : Conseiller général du canton de Bourg-lès-Valence
- 1974 - 1986 : Conseiller régional de Rhône-Alpes

Mandats parlementaires
- 2 octobre 1980 - 1er octobre 1989 : Sénateur de la Drôme
- 2 octobre 1989 - 3 septembre 1996 : Sénateur de la Drôme